# Reno (Texas)
Reno es una ciudad ubicada en los condados de Parker y Tarrant en el estado estadounidense de Texas. En el Censo de 2010 tenía una población de 2494 habitantes y una densidad poblacional de 74,86 personas por km².

## Geografía
Reno se encuentra ubicada en las coordenadas 32°56′43″N 97°33′55″O / 32.94528, -97.56528. Según la Oficina del Censo de los Estados Unidos, Reno tiene una superficie total de 33.32 km², de la cual 33.3 km² corresponden a tierra firme y (0.04%) 0.01 km² es agua.

## Demografía
Según el censo de 2010, había 2494 personas residiendo en Reno. La densidad de población era de 74,86 hab./km². De los 2494 habitantes, Reno estaba compuesto por el 94.55% blancos, el 0.12% eran afroamericanos, el 1% eran amerindios, el 0.24% eran asiáticos, el 0% eran isleños del Pacífico, el 2.29% eran de otras razas y el 1.8% pertenecían a dos o más razas. Del total de la población el 9.58% eran hispanos o latinos de cualquier raza.